# Loxaspilates densihastigera
Loxaspilates densihastigera är en fjärilsart som beskrevs av Inoue 1983. Loxaspilates densihastigera ingår i släktet Loxaspilates och familjen mätare. Inga underarter finns listade i Catalogue of Life.